# Albanian Airlines
Albanian Airlines foi uma companhia aérea da Albânia, a empresa foi fundada em 1992 devido a uma parceria entre a Albtransport e a Tyrolean Airways e reimplantada em 1995.
Realiza anualmente 3000 voos transportando cerca de 200.000 passageiros

## Frota

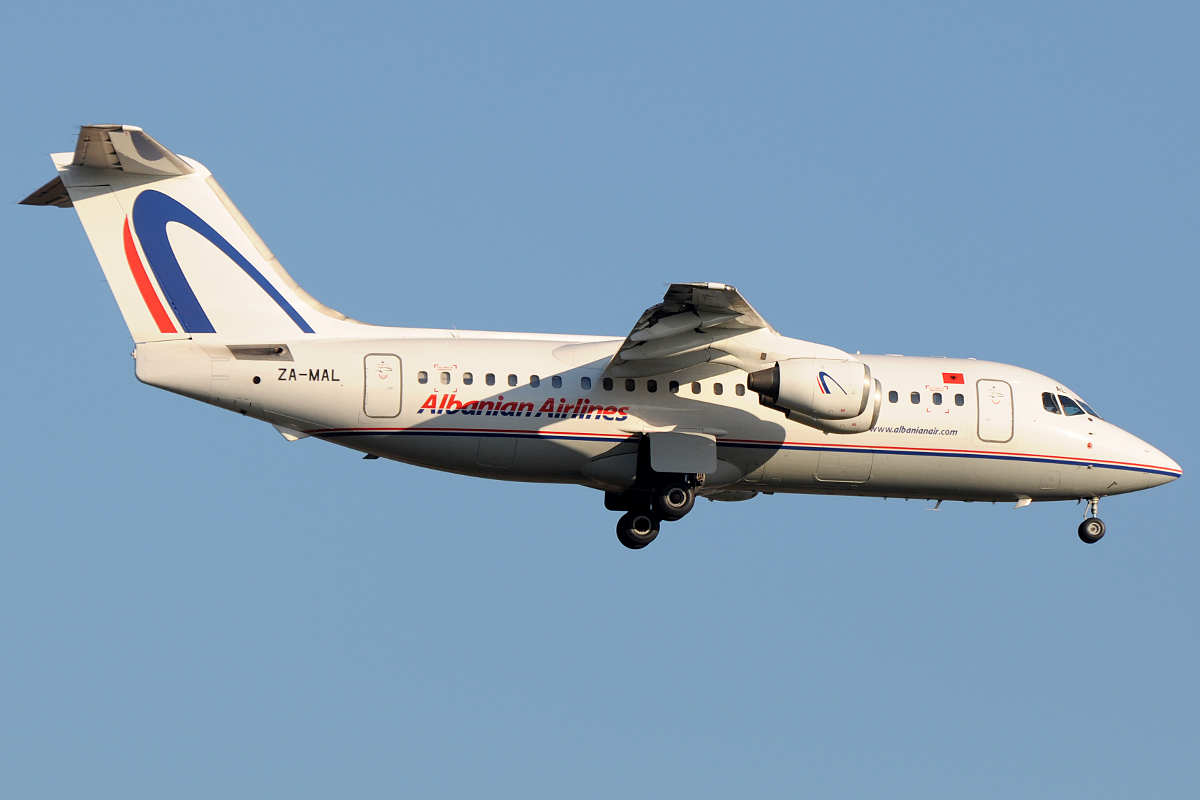
BAe 146-200 da Albanian Airlines.

| Aviões      | Total      | Passageiros (Executiva/Económica) |
| ----------- | ---------- | --------------------------------- |
| BAe 146-100 | 1 (ZA-MAK) | 70                                |
| BAe 146-200 | 1 (ZA-MAL) | 112                               |
| BAe 146-300 | 1 (ZA-MEV) | 112                               |